# Divisão celular
Divisão celular é o processo que ocorre nos seres vivos, no qual uma célula, denominada célula-mãe, origina duas ou quatro células-filhas, contendo, essas, toda a informação genética de sua espécie.
Os organismos pluricelulares, como os humanos, contêm cerca de dez milhões de milhões de células (1013). No entanto, esse complexo organismo foi gerado a partir de uma única célula denominada célula ovo. Além disso, as divisões celulares são, também, as responsáveis pela regeneração de diversos órgãos, como o fígado. Sob uma óptica mais elementar, a própria célula ovo, mencionada anteriormente, só pode existir graças às divisões celulares que originam os gametas masculinos e femininos. Com relação aos organismos unicelulares, esse processo de gerar outras células também se mostra fundamental para a geração e o crescimento de uma colônia.
A divisão celular é um processo ordenado e organizado, sendo assim, depende inteiramente de situações específicas para realizar-se. É estimulado, interrompido e controlado por fatores genéticos e pela sinalização química de diversas substâncias. Isso quer dizer que a frequência, o momento e o modo como ocorrerá depende da espécie que pertence a célula e, também, de substâncias que desencadearão eventos que culminarão na divisão celular.

## Tipos de divisão celular
As células procarióticas dividem-se por fissão binária, enquanto que as eucarióticas seguem um processo de divisão do núcleo, chamada mitose, seguida pela divisão da membrana e do citoplasma chamado citocinese.
As células diploides podem ainda sofrer meiose para produzir células haploides - os gâmetas ou esporos durante o processo de reprodução. Neste caso, normalmente uma célula dá origem a quatro células-filhas embora, por vezes, nem todas sejam viáveis.

### Mitose
As células eucarióticas seguem um processo de divisão chamada mitose, que permite a distribuição dos cromossomos e dos constituintes citoplasmáticos da célula-mãe igualmente entre as duas células-filhas. Tal processo é responsável pela multiplicação dos indivíduos unicelulares e pelo crescimento dos pluricelulares, por realizar o aumento do número de células.
Na mitose a divisão opera-se nas seguintes etapas: prófase, metáfase, anáfase e telófase.

#### Prófase
É a fase mais longa da mitose; O nucléolo e a carioteca desaparecem gradativamente; A cromatina condensa-se e viram cromossomo; Pares de centríolos dirigem-se aos polos; Formam o fuso acromático.

#### Metáfase
Há formação da placa equatorial, ou seja os cromossomos se dispõe na posição mediana da célula, possibilitando a distribuição equitativa da informação genética. Os cromossomos estão bem individualizados e fortemente condensados. Essa fase é adequada para se fazer contagem de cromossomos e verificação de alterações estruturais grosseiras. As linhas do fuso surgem em forma de linhas centrais (ou contínuas) ou de linhas cromossomais.

#### Anáfase
- Divisão longitudinal do centrômero.
- Cromossomos-filhos migram para os pólos da célula, orientados pelas fibras dos fusos.

#### Telófase
- Desaparecimento das fibras do fuso.
- Organização da carioteca e do nucléolo.
- Descondensação dos cromossomos.
- Fim da cariocinese e inicio da citocinese.

### Meiose
- As células diploides podem ainda sofrer meiose para produzir células haplóides os gâmetas ou esporos durante o processo de reprodução.

Neste caso, normalmente uma célula dá origem a quatro células-filhas embora, por vezes, nem todas sejam viáveis.
O processo da meiose apresenta oito fases (em sequência):

#### Prófase I
Fase de grande duração, devido aos fenômenos que nela ocorrem e que não são observados na mitose. Os cromossomos, já com as duas cromátides individualizadas, tornam-se mais condensados. Ocorre o emparelhamento dos cromossomos homólogos (sinapse ou complexo sinaptonémico), formando um bivalente, díada cromossómica ou tétrada cromatídica (4 cromatídios). Durante a sinapse, podem surgir pontos de cruzamento entre as cromátides dos cromossomos homólogos, os quiasmas (ou quiasmata), ao nível do qual pode ocorrer quebra das cromátides, levando a trocas de segmentos dos bivalentes, o Crossing-over, que contribui para o aumento da variabilidade dos descendentes.
Finalmente, desaparece o nucléolo e a carioteca. Os centríolos migram para os pólos da célula e forma-se o fuso acromático.
A prófase I é dividida em cinco subdivisões: leptóteno, zigoteno, paquiteno (local de ocorrência do crossing-over), diploteno e diacinese.

#### Metáfase I
Nessa fase ocorre o desaparecimento da membrana nuclear, forma-se um fuso e os cromossomos pareados se alinham no plano equatorial da célula com seus centrômeros orientados para pólos diferentes.

#### Anáfase I
Na prófase I, subfase zigoteno, ocorrem os emparelhamentos dos cromossomos; na anáfase I ocorre ao contrário, os emparelhamentos são desfeitos.
Ocorre disjunção dos pares homólogos duplicados. Cada cromossomo, com suas cromátides-irmãs, migra para os pólos. Os dois membros de cada bivalente se separam, e os respectivos centrômeros com as cromátides irmãs fixadas são puxados para pólos opostos da célula. Os bivalentes distribuem-se independentemente uns dos outros e, em consequência, os conjuntos paterno e materno originais são separados em combinações aleatórias.

#### Telófase I
Descondensação do nucléolo e formação de dois núcleos com metade do número de cromossomos.

#### Prófase II
É mais rápida que a prófase I. Os cromossomos tornam-se mais condensados (caso tenham descondensado na telófase I), desaparece a membrana nuclear e forma-se o fuso acromático.

#### Metáfase II
Os cromossomos ficam dispostos com os centrômeros no plano "equatorial" e com as cromátides voltadas cada uma para seu pólo, ligadas às fibrilas do fuso.

#### Anáfase II
Duplicam-se os centrômeros, separando-se as duas cromátides, que passam a formar dois cromossomos independentes e ascendem para os pólos opostos.

#### Telófase II
Ao atingir os polos, os cromossomos descondensam-se e forma-se de novo um núcleo em torno de cada conjunto, formando quatro células haploides.

### Amitose
Este processo, pouco frequente na natureza, vê-se na divisão do macronúcleo em protozoários do tipo paramécio. Também é conhecido como cissiparidade.